# Lenné-Dreieck

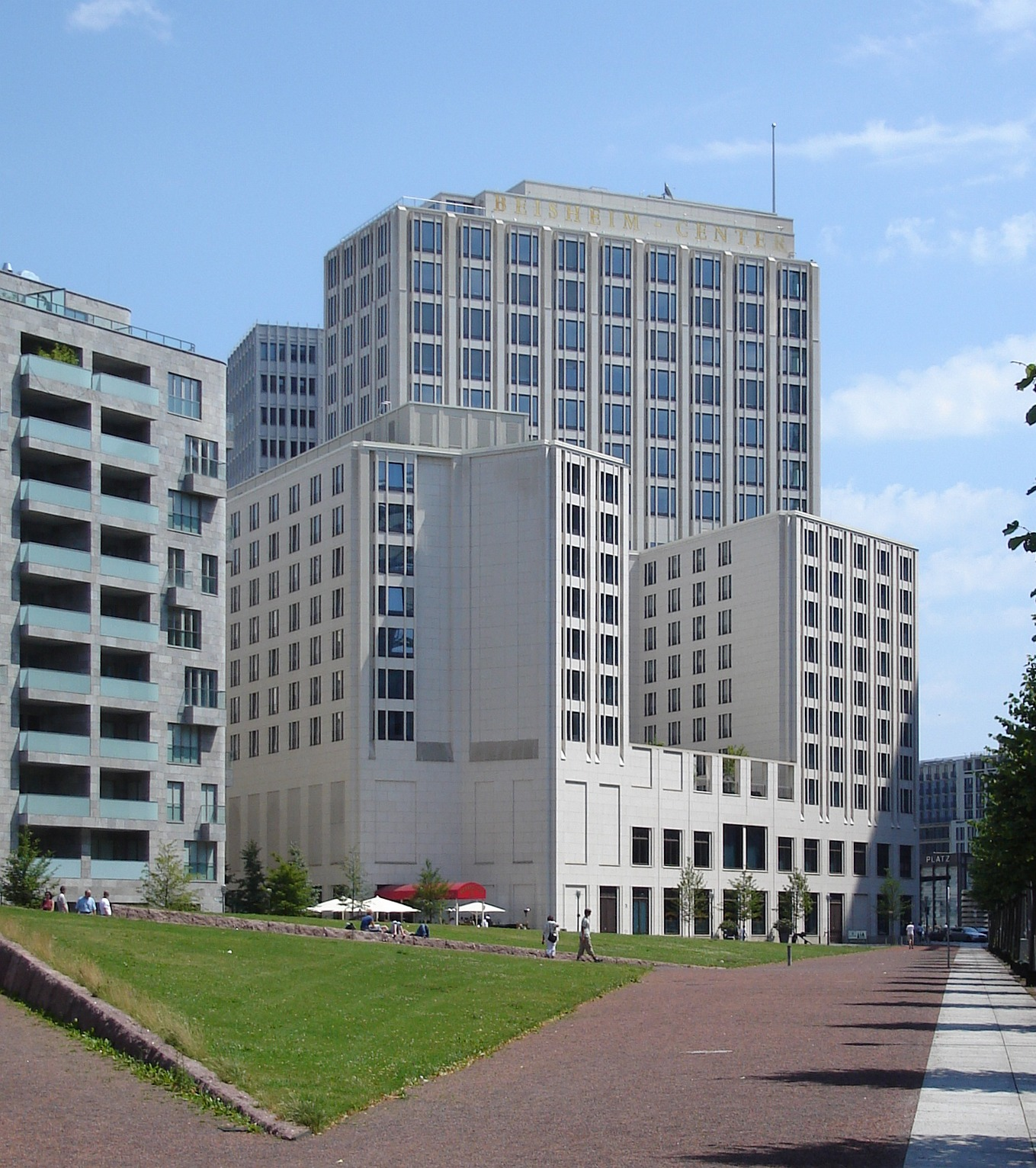
Beisheim Center aan de Potsdamer Platz in Berlijn

De Lenné-Dreieck is een driehoekig stuk grond, begrensd door Lennéstraße, Bellevuestraße en Ebertstraße, vlak bij de Potsdamer Platz in het Berlijnse district Mitte, stadsdeel Tiergarten. Hij is genoemd naar Peter Joseph Lenné, de vormgever van het park Tiergarten.
De Lenné-Dreieck was ten tijde van de Duitse deling een Oost-Berlijnse uitstulping in West-Berlijns gebied met een oppervlakte van ongeveer 4 ha. Doordat de Berlijnse Muur met de veiligheidszone (Sperrgebiet) ongeveer 100 meter breed zou worden, was het niet haalbaar de Muur langs de grens van de Lenné-Dreieck te bouwen: de hele Dreieck zou Sperrgebiet geworden zijn. Daarom kwam de Muur ten oosten van de Dreieck, waardoor de Dreieck min of meer aan het westen werd prijsgegeven. De Dreieck was niet rechtstreeks vanuit de DDR toegankelijk, maar kon wel vanuit het westen betreden worden. Geheel zonder risico was dit niet, omdat Oost-Duitse grenswachten formeel wel bevoegd waren op te treden.
In 1988 kwamen West- en Oost-Berlijn een gebiedsruil overeen, waardoor deze vreemde situatie beëindigd werd. Kort daarna viel de Muur.
De laatste jaren verrees er op een groot deel van het stuk grond nieuwbouw, zoals het Beisheim Center, waarin onder andere The Ritz-Carlton Berlin en het Berlin Marriott Hotel een plaats hebben gekregen.